# إس كيو إل ألشمي
إس كيو إل ألشمي (بالإنجليزية: SQLAlchemy)‏ هي إس كيو إل مفتوحة المصدر للتموقع الخاص بالكائنات خاصة بلغة بايثون تحت رخصة إم أي تي.